# Jan Boczek
Jan Boczek (ur. 23 stycznia 1927 w Faściszowej, zm. 20 listopada 2019 w Warszawie) – polski entomolog-akarolog. Doctor honoris causa Szkoły Głównej Gospodarstwa Wiejskiego w Warszawie (1997) i Uniwersytetu Rolniczego im. Hugona Kołłątaja w Krakowie (2006).

## Życiorys
Po ukończeniu szkoły powszechnej w Zakliczynie dojeżdżał do Tarnowa, gdzie podczas okupacji uczęszczał do dwuletniej szkoły handlowej, a równocześnie na tajne komplety. Po zakończeniu II wojny światowej kontynuował naukę w liceum ogólnokształcącym, gdzie w 1946 zdał maturę. Następnie wyjechał do Krakowa i rozpoczął studia na Wydziale Biologii Uniwersytetu Jagiellońskiego. Do grona jego wykładowców należeli profesorowie Stanisław Smreczyński, Jan Zaćwilichowski, Zygmunt Grodziński i Zbigniew Kawecki. Szczególne zainteresowanie Jana Boczka wzbudzały podstawy systematyki i biologii owadów, w 1951 obronił pracę magisterską. Przez rok nauczał w krakowskiej Wyższej Szkole Pedagogicznej, a następnie pracował w Instytucie Ochrony Roślin w Puławach. W 1958 na Uniwersytecie Jagiellońskim obronił doktorat, w 1960 za sprawą prof. Kaweckiego wyjechał do Warszawy i został docentem i kierownikiem Zakładu Entomologii w Szkole Głównej Gospodarstwa Wiejskiego. W 1961 Zakład przekształcono w Katedrę Entomologii Stosowanej, w latach 1965–1967 był prodziekanem, a następnie dziekanem Wydziału Ogrodniczego. W 1968 Jan Boczek uzyskał tytuł profesora nadzwyczajnego, a w 1975 profesora zwyczajnego. Był członkiem honorowym Komitetu Ochrony Roślin Polskiej Akademii Nauk oraz Towarzystwa Entomologicznego Ameryki.

## Kariera naukowa
Prof. dr hab. Jan Boczek jest najwybitniejszym polskim akarologiem, znawcą roztoczy z nadrodziny szpecielowatych – Eriophyoidea. Dorobek naukowy profesora obejmuje ponad 350 publikacji, z których 178 to oryginalne prace naukowe. Opisał lub jest współautorem opisów 35 nowych rodzajów oraz 229 nowych gatunków nieznanych wcześniej szpecieli. Prof. Jan Boczek prowadził badania nad możliwością wykorzystania roztoczy (Eriphyoidea, Acaroidea) do biologicznego zwalczania chwastów. Badał ekologię, bionomię oraz znaczenie gospodarcze szkodników produktów żywnościowych i przechowalnianych. Pod kierunkiem prof. Jana Boczka powstało 168 prac magisterskich oraz 28 doktorskich.
Potwierdzeniem światowego autorytetu prof. Jana Boczka w dziedzinie akarologii jest nazwanie dwóch rodzajów oraz trzech gatunków szpecielowatych od jego nazwiska: Boczekella, Boczekiana, Ryncaphytoptus boczeki oraz Epitrimerus boczeki. Z całego świata instytucje naukowe zwracały się z prośbą o oznaczanie roztoczy znajdowanych w różnych strefach klimatycznych.

## Odznaczenia
- Krzyż Kawalerski Orderu Odrodzenia Polski;
- Krzyż Oficerski Orderu Odrodzenia Polski;
- Medal Komisji Edukacji Narodowej;
- Medal "Za Zasługi dla Polskiego Towarzystwa Entomologicznego";
- Medal im. Michała Oczapowskiego;